# Чес (Белуно)
Чес (итал. Cies) је насеље у Италији у округу Белуно, региону Венето.
Према процени из 2011. у насељу је живело 51 становника. Насеље се налази на надморској висини од 472 м.